# Geografía ambiental

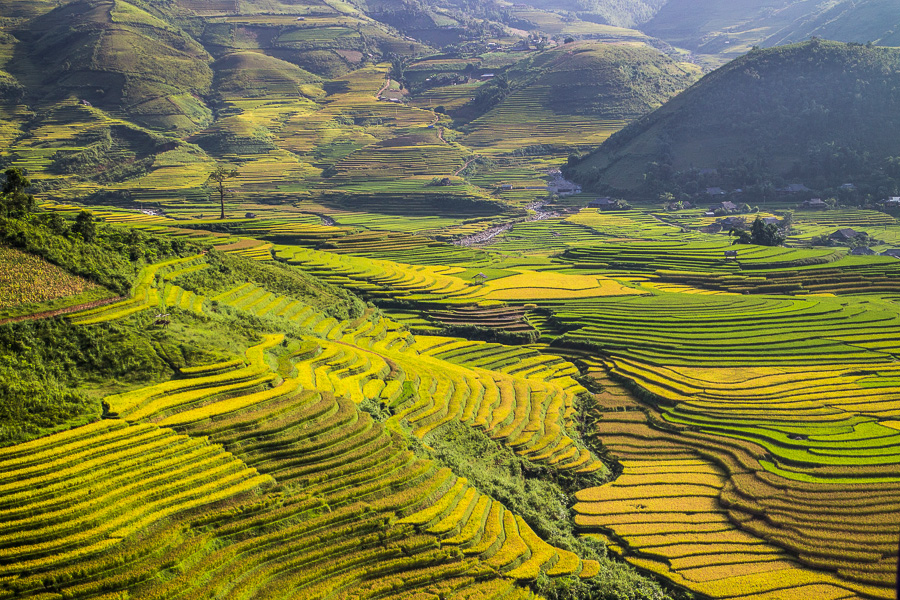
Terrazas de arroz ubicadas en el distrito de Mu Cang Chai, provincia de Yen Bai, Vietnam

La geografía ambiental (también conocida como geografía integradora, geografía integrada o geografía del entorno humano) es la rama de la geografía que describe y explica los aspectos espaciales de las interacciones entre individuos o sociedades humanas y su entorno natural, estas interacciones se denominan sistemas entorno humano acoplado.

## Orígenes
Requiere una comprensión de la dinámica de la geografía física, así como de las formas en que las sociedades humanas conceptualizan el entorno (geografía humana). Así, hasta cierto punto, puede verse como un sucesor de Physische Anthropogeographie (en español: "antropogeografía física") - un término acuñado por el geógrafo de la Universidad de Viena, Albrecht Penck en 1924 - y la ecología cultural o humana de Harlan H. Barrows, en 1923. La geografía integrada en los Estados Unidos está principalmente influenciada por las escuelas de Carl O. Sauer (Berkeley), cuya perspectiva era bastante histórica, y Gilbert F. White (Chicago), quien desarrolló una visión más aplicada. La geografía integrada (también, geografía integrativa, geografía ambiental o geografía del entorno humano) es la rama de la geografía que describe y explica los aspectos espaciales de las interacciones entre individuos o sociedades humanas y su entorno natural, llamados sistemas acoplados de entorno humano.

## Enfoque

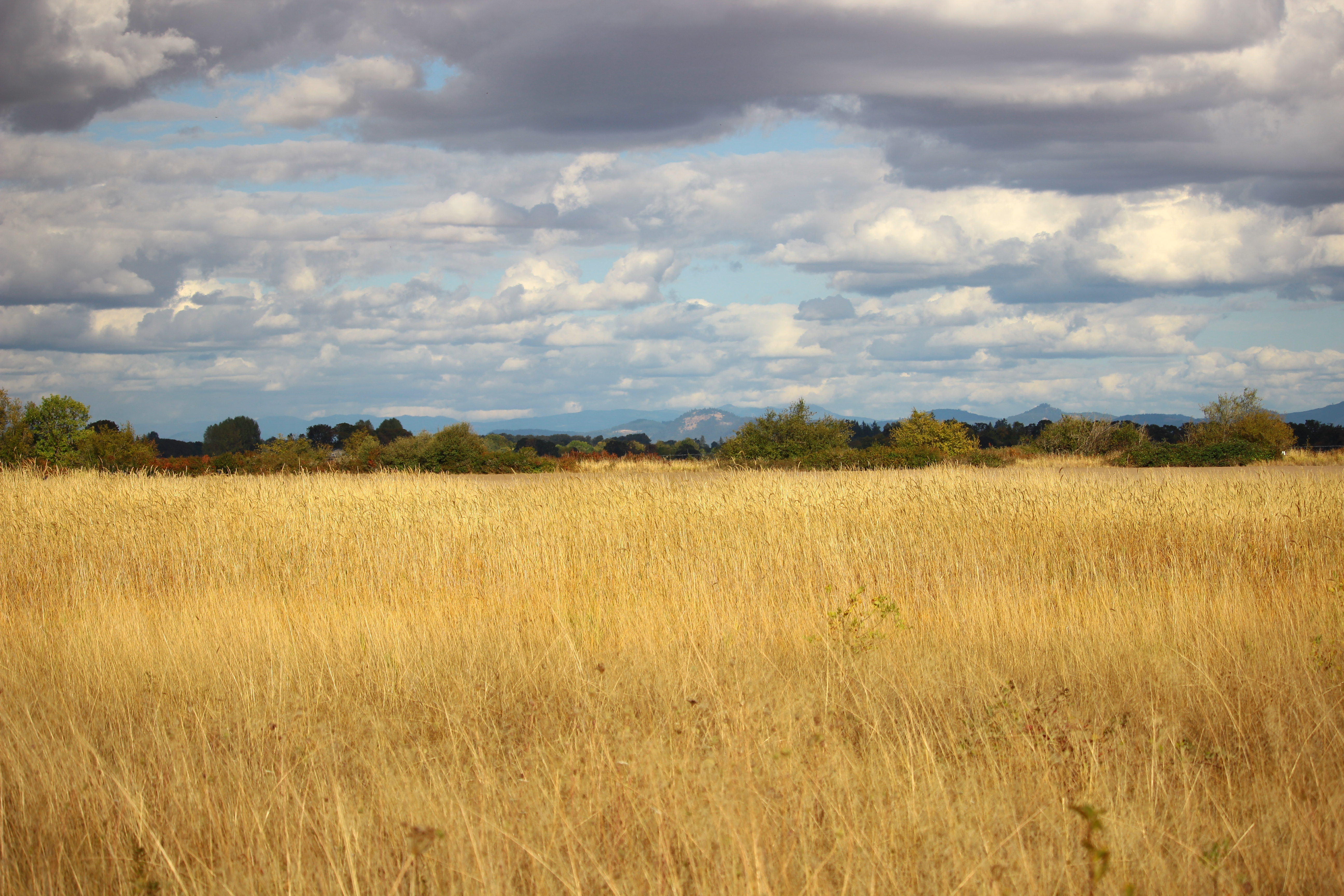
Refugio de vida silvestre ubicado en Oregon, Estados Unidos.

Los vínculos entre la geografía humana y física fueron una vez más evidentes de lo que son hoy en día. Como la experiencia humana del mundo está cada vez más mediada por la tecnología, las relaciones entre los seres humanos y el medio ambiente a menudo se han oscurecido. De este modo, la geografía integrada representa un conjunto de herramientas analíticas de importancia crítica para evaluar el impacto de la presencia humana en el medio ambiente. Esto se hace midiendo el resultado de la actividad humana en los accidentes geográficos y ciclos naturales. Los métodos para los cuales se obtiene esta información incluyen sensores remotos y sistemas de información geográfica. La geografía integrada nos ayuda a reflexionar sobre el medio ambiente en términos de su relación con las personas. Con la geografía integrada, podemos analizar las diferentes perspectivas de las ciencias sociales y las humanidades y su uso en la comprensión de los procesos del entorno de las personas. Por lo tanto, se considera la tercera rama de la geografía, las otras ramas son la geografía física y humana.